# Пахомов, Андрей Алексеевич
Андрей Алексеевич Пахомов (20 мая 1947 года, Ленинград, СССР — 6 августа 2015 года, Санкт-Петербург, Россия) — советский и российский график, член-корреспондент Российской академии художеств, заслуженный художник Российской Федерации (1999), сын художника Пахомова Алексея Фёдоровича

## Биография
Родился 20 мая 1947 года в Ленинграде.
В 1971 году окончил графический факультет Ленинградского института живописи, скульптуры и архитектуры, обучаясь на курсе у своего отца, А. Ф. Пахомова.
Там же с 1984 года преподает литографию, став доцентом кафедры в 1987 году, а с 2002 года — заведующий кафедрой графики.
В институте он руководил персональной мастерской книжной графики.
В 1991 году совместно с Петром Суспицыным основал издательство «Редкая книга из Санкт-Петербурга», выпускающее ограниченным тиражом библиофильские книги. Там в 1990-х годах вышли сборники античной лирики работы Андрея Пахомова — как «Десять стихотворений» Сапфо с рисунками и рукописным текстом, созданные в единственном экземпляре, или стихотворения Филодема (один из девяти экземпляров этой книги находится в собрании Эрмитажа).
Его произведения хранятся в Британском музее и Музее Виктории и Альберта в Лондоне, в берлинском и дрезденском кабинетах гравюр, в венской Альбертине и других музеях и частных коллекциях в России и по всему миру, участник свыше 150 художественных экспозиций на родине и за рубежом, в том числе нескольких персональных выставок в России и различных городах Германии и Австрии. Автор иллюстраций и оформления более чем тридцати изданий русских и зарубежных авторов.
Золотая медаль биеннале книжной графики в Лейпциге (1989). Член Союза художников СССР (1973), член Союза художников Санкт-Петербурга, член-корреспондент Российской академии художеств (2001), заслуженный художник России (1999).
Умер 6 августа 2015 года в Санкт-Петербурге.